# Dualité de cordes
En théorie des cordes ou des supercordes on appelle dualité une équivalence physique entre deux modèles construits a priori de façon différente.

## Introduction
Par exemple comme on va le voir plus bas, la théorie des cordes bosonique à 26 dimensions compactifiée sur un cercle de rayon {\displaystyle R\,} est équivalente à la même théorie bosonique mais compactifiée cette fois sur un cercle de rayon {\displaystyle 1/R\,}. Cette dualité porte le nom de dualité T. Équivalent signifie ici que toute expérience physique menée dans le cadre du premier modèle fournirait des résultats indistinguables de ceux qui seraient obtenus en travaillant dans le cadre de la deuxième théorie. Pour autant les deux modèles ne sont pas identiques mathématiquement car le rayon du cercle de compactification (qui porte le nom de module dans ce cadre) est différent. Les dualités sont à distinguer des symétries d'une théorie car ces dernières sont par définition les transformations sous lesquelles une théorie donnée est strictement invariante. Il est utile de prendre le point de vue que les symétries sont des dualités particulières mais dans le cadre de la théorie des cordes il est important de bien distinguer les deux concepts.
Pour résumer une dualité peut donc être conçue comme un pont entre deux théories mathématiquement différentes mais physiquement équivalentes.
C'est la découverte de nombreuses dualités entre les différents modèles de théorie des supercordes qui a amené Edward Witten à conjecturer que toutes ces théories peuvent être vues comme des limites d'une théorie plus générale, la théorie M. Cette dernière n'est cependant pas encore construite précisément et seule sa limite classique, la supergravité maximale à 11 dimensions est connue. Dans le cadre de la théorie M les dualités qui sont des ponts entre théorie différentes deviennent alors des symétries.

## Description des dualités
On distingue deux types de dualités, les dualités perturbatives ou non-perturbatives selon qu'elles contiennent ou non une inversion du couplage d'espace-temps (dont la valeur dépend de la valeur moyenne du dilaton de la théorie). Lorsqu'on combine toutes les dualités perturbatives on obtient un groupe appelé groupe de T-dualité. Si on incorpore de plus les dualités non-perturbatives alors on obtient un groupe plus grand appelé groupe de U-dualité.

### Dualité perturbative
- Si une quelconque théorie des cordes est compactifiée sur un tore de dimension {\displaystyle n\,} alors les changements globaux de coordonnées sur ce tore[2] font même partie des symétries de la théorie car ils sont issus de la covariance générale de la théorie d'origine non compactifiée[3]. D'un point de vue formel cet ensemble de symétries constitue le groupe {\displaystyle GL(n,\mathbb {R} )\,}[4].
- Dualité T

### Dualité non-perturbative
- Dualité S

## Description des dualités entre modèles de supercordes

### Avec la T-dualité
{\displaystyle I-HO/HE-(M)-IIa/IIb-IIb}
Les tirets indiquent les dualités, les barres représentent une interconnexion absente et le (M) représente la théorie M dans son ensemble. Aussi, La corde type IIb est duale à elle-meme.
Sans la forme géométrique de l'espace-temps, il manque certaines interconnexions : il manque une interconnexion entre HO et HE, HE et IIa, IIa et IIb.

### Sans la T-dualité
{\displaystyle I-HO-HE-(M)-IIa-IIb-IIb}
Avec la forme géométrique de l'espace-temps, toutes les théories sont duales entre elles, il ne manque aucune connexion : le réseau est donc complet. Avec la U-dualité (qui regroupe la T-dualité et la S-dualité), toutes les théories sont duales entre elles.